# Sipos Anna (sportoló)
Sipos Anna (Szeged, 1908. április 3. – Budapest, 1988. január 1.) tizenegyszeres világbajnok asztaliteniszező.
Banktisztviselőként 1925-től az NSC (Nemzeti Sport Club), 1929-től a BSE (Budapesti Sport Egylet) asztaliteniszezője, egyúttal 1929 és 1932 között a MÚE (Magyar Úszó Egylet) úszója volt. Kiemelkedő eredményeket asztaliteniszezésben ért el. 1928 és 1939 között összesen negyven alkalommal szerepelt a magyar válogatottban. 1929 és 1935 között a világbajnokságokon összesen huszonegy érmet – közöttük tizenegy aranyérmet – nyert és ezzel Mednyánszky Mária után ő a második legeredményesebb magyar női asztaliteniszező.  Két egyéni világbajnoki címe mellett ötöt nyert Mednyánszky Máriával női párosban, illetve kettőt Barna Viktorral és egyet Kelen Istvánnal vegyes párosban. Az aktív sportolástól 1939-ben vonult vissza.
1949-től 1950-ig a magyar női asztalitenisz-válogatott szövetségi kapitánya, majd az Elektromos Művek, később a Sportfogadási és Lottóigazgatóság munkatársa volt.

## Sporteredményei
- tizenegyszeres világbajnok:
  - egyes: 1932, 1933
  - női páros: 1930, 1931, 1932, 1933, 1934,[5] 1935
  - vegyes páros: 1929, 1932, 1935
- hatszoros világbajnoki 2. helyezett:
  - egyes: 1930
  - vegyes páros: 1930, 1931, 1934[5]
  - csapat: 1934,[5] 1935
- négyszeres világbajnoki 3. helyezett:
  - egyes: 1929, 1931
  - női páros: 1929
  - vegyes páros: 1933
- világbajnoki 4. helyezett:
  - csapat: 1938
- tizenkilencszeres magyar bajnok:
  - egyéni: 1926, 1927, 1931, 1935, 1939
  - női páros: 1929, 1930, 1931, 1932, 1933, 1935, 1939, 1940
  - vegyes páros: 1927, 1930, 1931, 1932, 1935, 1939